# Свиня яванська
Свиня яванська (Sus verrucosus) — вид парнокопитних ссавців родини Свиневі (Suidae).

## Поширення
Історичний ареал виду охоплював індонезійські острова Ява, Мадура і острів Бавеан. В даний час область поширення сильно скоротилася і роздроблена; зокрема, яванскі свині вимерли на Мадурі.

## Опис
Довжина тіла 90-190 см, маса 44-108 кг. На морді присутні 3 пари бородавок: один під очима, одна за очима і одна на підборідді. У яванських свиней росте довга грива, що проходить по потилиці, уздовж хребта і до крупа. Шерсть червонуватого кольору. Ноги стрункі, хвіст довгий, з невеликим пучком волосся на кінчику. Голова велика, важка, злегка опукла. Зубна формула: 1/3, 3/1, 1/2, 3/3. Яванські свині володіють дуже різноманітною зовнішністю, через що їх ділять на 11 підвидів.

## Спосіб життя
Більшість яванських свиней ведуть сутінковий або нічний спосіб життя. Самці воліють триматися поодинці, тільки дитинчата залишаються поруч зі своїми матерями. У разі тривоги тварини піднімають гриву на спині і хвіст, стають у пряму чи вигнуту позу, і видають пронизливий свисток.
Яванські свині - полігамні тварини. Самці активно конкурують за право володіти самками. Вагітність триває 4 місяці. Народжується від 3 до 9 дитинчат в сезон дощів, з січня по березень. Новонароджені важать 500-1500 г, і залишаються в гнізді протягом деякого часу. Лактація триває 3-4 місяці. Самки досягають статевої зрілості в 8-місячному віці, проте розмножуватися починають з 1,5 років. Самці починають розмножуватися з того моменту, коли здатні конкурувати за самок - в середньому з 5 років. Середня тривалість життя - 8 років, максимальна - 14 років.